# Orel
Orel (ruski: Орёл, čitaj: arjól) je grad u Rusiji. Upravno je središte Orelske oblasti (Središnji savezni okrug). Grad se nalazi uz obalu rijeke Oke, približno 360 km na jug-jugozapad od Moskve, na 52°58′N 36°04′E / 52.967°N 36.067°E.
Ime grada u doslovnom prijevodu s ruskog znači "orao".
Broj stanovnika: 333.600 (2002. sveruski popis stanovništva)
Orel je osnovan 1566. kao tvrđava na tadašnjoj južnoj međi Moskovske kneževine. 1611. godine, Poljaci su ga opustošili i opet izgradili. Rastom i širenjem Moskovske kneževine, grad je gubio na značenju, pa je, budući se nalazi usred plodne zemlje crnice, okrenuo svoje gospodarstvo na uzgoj žita. U 19. stoljeću, željeznica i ulice su dosegle Orel, pa je opskrbljivao Moskvu pšenicom i brašnom.
Industrijalizacija je nastupila za doba boljševičke vlasti. 1942. i 1943. godine Orel je bio poprište velikih bitaka. 
U razdoblju iza drugog svjetskog rata izgrađene su čeličane i industrija precizne mehanike.

## Poznati Oreljani
- Mihail Mihajlovič Bahtin, filozof, teoretičar umjetnosti
- Denis Nikolajevič Menšov, biciklist
- Ivan Sergejevič Turgenjev, pisac i šahist
- Leonid Nikolajevič Andrejev, dramski pisac
- Genadij Zjuganov, političar i vođa Komunističke stranke Ruske Federacije

## Sport
- FK Orel, nogometni klub

## Vanjske poveznice
- http://orel.vinchi.ru/
- http://all.orl.ru/  Arhivirana inačica izvorne stranice od 9. veljače 2006. (Wayback Machine)
- http://oldsite.oryol.ru/index/index.shtml  Arhivirana inačica izvorne stranice od 24. listopada 2005. (Wayback Machine)
- http://www.art.oryol.ru  Arhivirana inačica izvorne stranice od 6. kolovoza 2018. (Wayback Machine)